# Лливелин, Давид
Да́вид Лливе́лин (англ. Dafydd Llywelyn; 10 января 1939 года, Южный Уэльс — 25 марта 2013 года) — британский пианист, дирижёр, педагог, музыковед и композитор, работающий в различных музыкальных жанрах — современная классическая музыка, рок, джаз, музыка к фильмам.

## Биография
Первые музыкальные впечатления получил в семье — оба родителя играли на фортепиано. Отец Давида, терапевт и хирург по профессии, дал ему первые уроки музыки. Мальчику было 3 года, когда его мать умерла от лейкемии. Лливелин вспоминает:
«Когда умерла моя мать, я просто сел за фортепиано и своими маленькими пальчиками попытался выразить всю мою растерянность и горе».
Первое музыкальное сочинение написал в 12 лет. Это была фантазия «Судный день» (лат. Dies Irae), посвященная покойной матери.
В Бирмингеме и Лондоне изучал музыку, медицину, криминологию и теологию. Своё образование закончил в Уорикшире у Дэвида Уорика, Дэвида Тёрнбулла и Колина Мана по классу оперного дирижирования, искусства оратории, фортепиано и органа.
В 24 года уехал в Кёльн, затем в Берлин, где работал с Пьером Булезом, К. Штокхаузеном, К. П. Кондрашиным.
С 1971 г. жил в Мюнхене. Женат (1984). Давал частные уроки, выступал с концертами как пианист и дирижёр.
В 1993/94 учебном году преподавал в Университете Белграда как профессор по классу композиции, фортепиано и музыковедения.

## Творчество
Написал музыку к фильмам «Девочка, девочка» (нем. Mädchen, Mädchen) (1967), «Любовь и так далее» (нем. Liebe und so weiter) (1968) и другим.
В конце 1960-х годов участвовал в создании рок-группы «Supertramp». Лливелин познакомился с будущими участниками группы в Женеве, где они играли в «Griffins-Club» и назывались «The Lonely Ones». Помог им выйти на профессиональный уровень исполнительства. Работал также с группой «The Joint».
В 1967 году Кирилл Кондрашин дирижировал премьерой камерной оратории «Йонас» (Jonas), в последующие годы помогал Лливелину в изучении симфоний Бетховена, Брамса, Малера, Шостаковича, Прокофьева и Скрябина.
В 1972 году состоялась премьера другого момументального произведения Лливелина — «Откровение» (англ. Apocalypse) для органа. После этой премьеры Лливелин на долгие годы отказался от публичного исполнения и записи своей музыки.
В 1997 году пианистом Борисом Березовским впервые после 25-летнего молчания Лливелина была исполнена премьера мистического и «пиротехнического» симфонического сочинения для фортепиано «Дрожь времени» (англ. Time Quake) (часть 7, отделение II) в мюнхенском Геркулес-зале. В последующие годы Березовский сыграл ещё несколько премьер произведений Лливелина, в том числе автобиографический фортепианный цикл — фантазия «Апоплектика — с подачи дьявола» (англ. Apoplectica — Off the Devil's Spoon) в Королевском Концертгебау в Амстердаме и посвященное ему фортепианное сочинение — психограмма в трех частях «Изменение планов» (лат. Mutata Consilia, англ. Change of Plans) в Эссене (2006).